# Zlatá brána (hra)
Zlatá brána je tradiční česká dětská hra, která je velmi oblíbená zejména mezi mladšími dětmi.

## Pravidla
Hru mohou hrát nejméně čtyři hráči, z nichž vždy dva stojí otočeni čelem k sobě a vzájemně se drží napnutýma rukama zdvihnutýma zhruba do výšky hlavy. Tímto způsobem vytvářejí takzvanou zlatou bránu. Ostatní (nejméně dva) hráči utvoří řetěz tak, že se vzájemně drží oběma rukama za ramena nebo boky, a v tomto řetězu stále dokola probíhají zlatou bránou. Dvojice tvořící bránu při tom zpívá nějakou písničku ilustrující děj hry, jako například:
Zlatá brána otevřená, zlatým klíčem odemčená (varianta: zlatým mečem podepřená). Kdo do ní vejde, tomu hlava sejde. Ať je to ten, nebo ten, praštíme ho koštětem.
Současně s poslední slabikou tohoto popěvku spustí dvojice tvořící bránu své ruce dolů a uvězní tak mezi nimi hráče, který se zrovna nacházel v prostoru brány. Tím jedno kolo hry končí. Další se začíná hrát buď ve stejném složení nebo si hráči mezi sebou vymění role.
V jedné verzi této hry je uvězněný hráč žádán, aby si zvolil jednu ze dvou možností (např. „Chceš zlato, nebo stříbro?“) a podle volby se postavil za jednoho z hráčů tvořících zlatou bránu. Tak vznikly dvě řady. Hra končila přetahováním těchto dvou řad.